# Dirubidi
Dirubidi là một chất phân tử có chứa hai nguyên tử rubidi được tìm thấy trong hơi rubidi. Dirubidi có hai electron hóa trị hoạt động. Nó được nghiên cứu cả trên lý thuyết và thực nghiệm. Trirubidi cation cũng đã được quan sát thấy.
Đirubiđi được hình thành từ 2 nguyên tử rubidi liên kết với nhau: 
| {\displaystyle Rb+Rb\longrightarrow Rb_{2}} |
| ------------------------------------------- |